# Klara Honegger

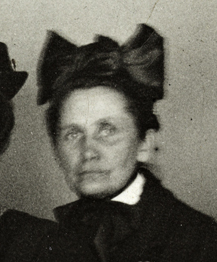
Klara Honegger (1909)

Klara Honegger (geboren am 29. Mai 1860 in Zürich; gestorben am 11. April 1940 ebenda) war eine Schweizer Frauenrechtlerin.

## Leben
Klara Honegger war Tochter des Pädagogen Kaspar Honegger und seiner Frau Rosalia, geborene Hasler.
Sie engagierte sich zunächst in der Sittlichkeitsbewegung, dann für die politische Gleichberechtigung von Frauen. 1896 gehörte sie als Mitstreiterin von Emma Boos-Jegher zum Gründungskreis der «Union für Frauenbestrebungen Zürich», deren Präsidentin sie von 1903 bis 1911 war. 1909 war sie ebenfalls Gründungsmitglied im Schweizerischen Verband für Frauenstimmrecht. Von 1904 bis 1921 war sie Redakteurin der Zeitschrift Frauenbestrebungen, später auch Redakteurin des Schweizer Frauenblatts.
Beim Bund Schweizerischer Frauenvereine, den sie 1899/1900 mitgründete, war sie ab 1905 im Vorstand tätig, von 1911 bis 1916 die Präsidentin. 1914 beteiligte sie sich am Aufbau der Zürcher Frauenzentrale.
Sie stand der Bewegung des Religiösen Sozialismus nahe und schloss sich 1915 der Friedensbewegung an. Sie wurde Mitglied eines «Frauenbunds zur Förderung der internationalen Eintracht» und war Gründungsmitglied des Schweizerischen Komitees der Internationalen Frauenliga für Frieden und Freiheit (IFFF). Sie sass zudem lange im Vorstand der Schweizerischen Zentralstelle für Friedensarbeit. Nach 1933 arbeitete sie in der «Arbeitsgemeinschaft Frau und Demokratie» mit.
Honegger blieb ledig.